# Laila Ahkim
Laila Ahkim (en arabe : ليلى احكيم) est une femme politique marocaine. 
Elle a été élue députée dans la liste nationale, lors des élections législatives marocaines de 2016 avec le Mouvement populaire. Elle fait partie du groupe parlementaire Haraki, et elle est membre du Groupe de travail thématique chargé de l'évaluation des politiques publiques relatives à l'enseignement préscolaire.